# Церква Святого Пантелеймона (Белиця)
Церква Святого Пантелеймона — головна сільська церква в поречському селі Белиця, Македонія.
Церква розташована при в’їзді в село, а на її подвір’ї  розташоване сільське кладовище.

## Галерея

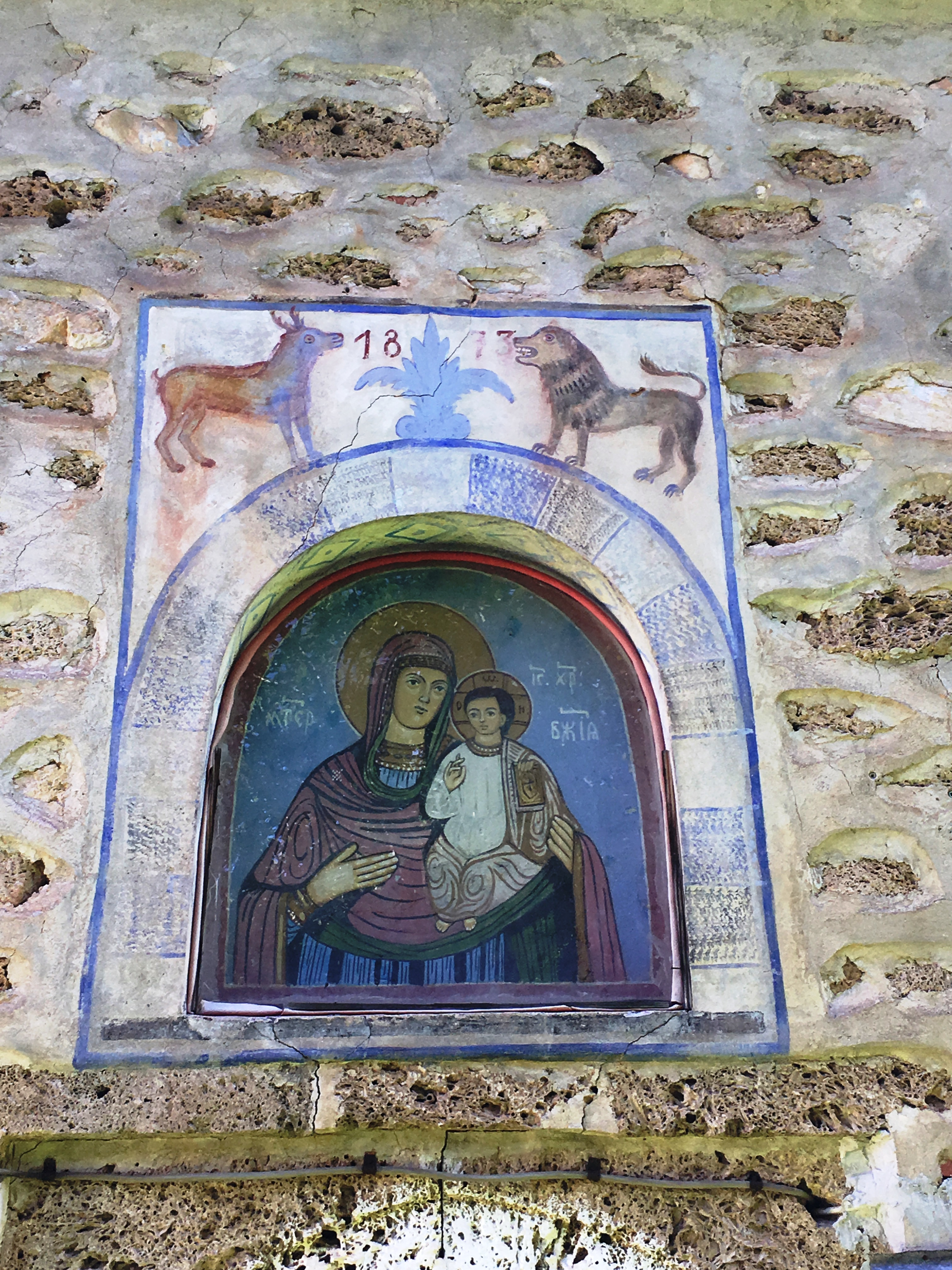
Вхідні двері церкви
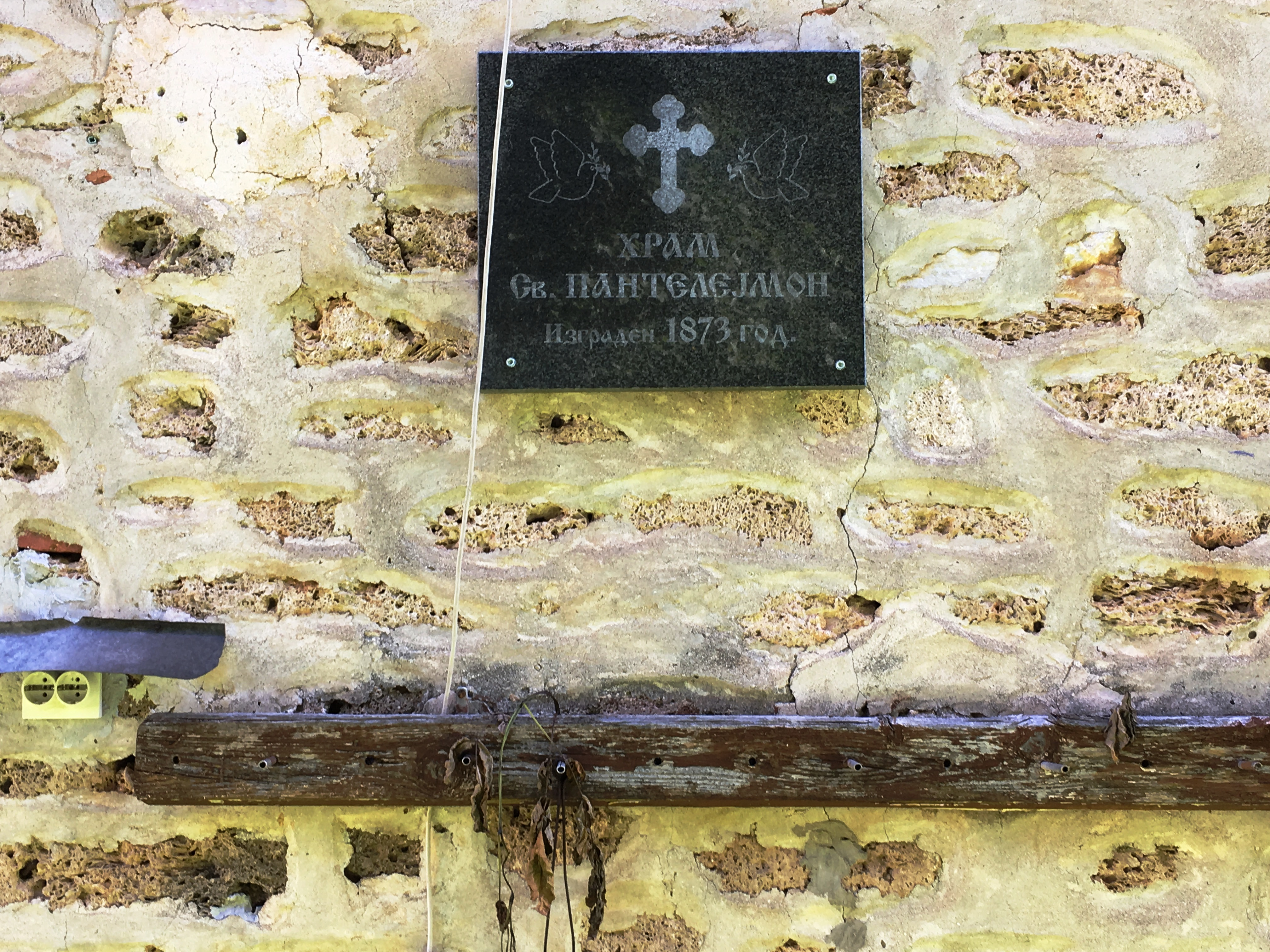
Табличка про рік побудови церкви
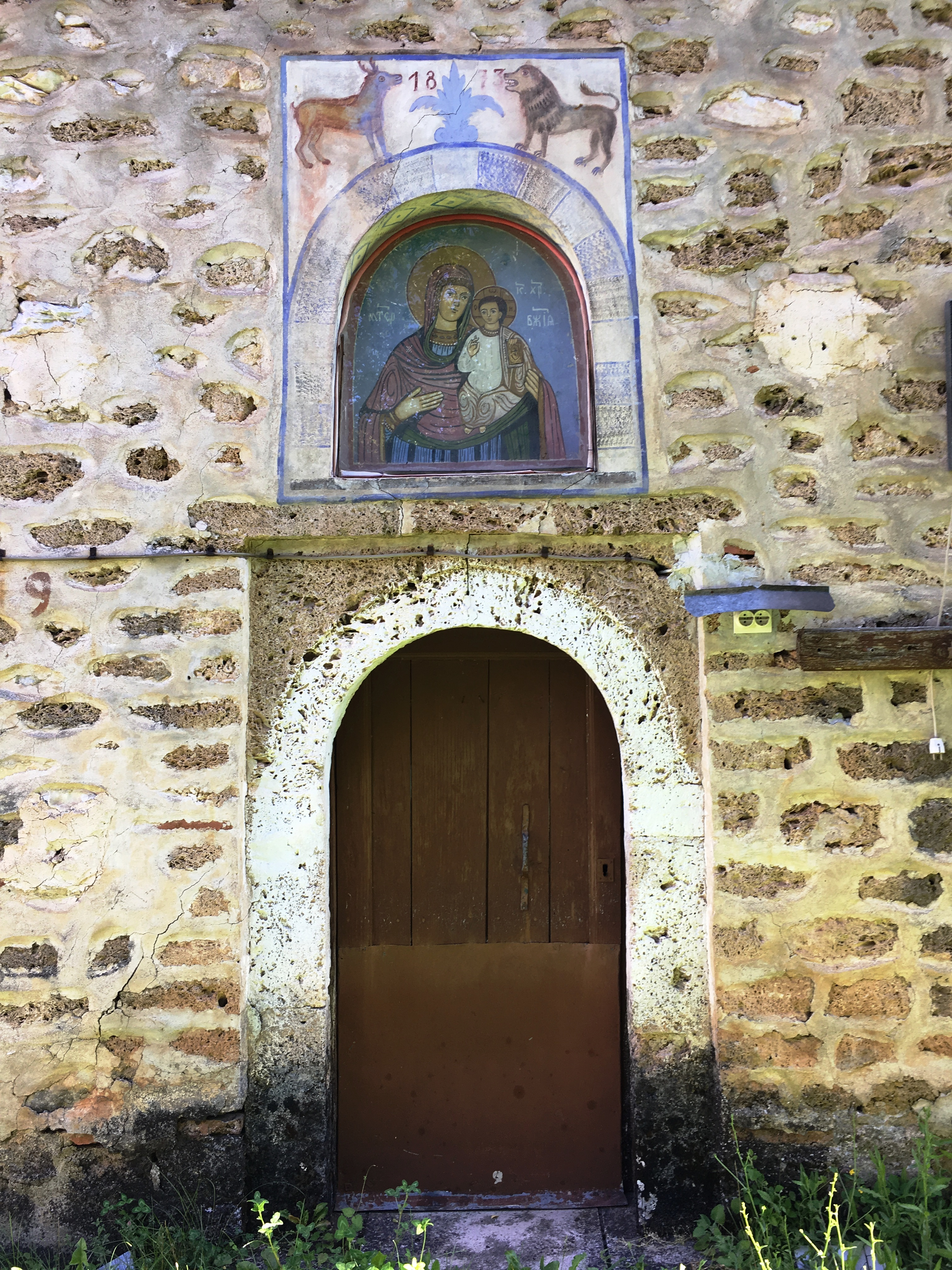
Вхід до церкви
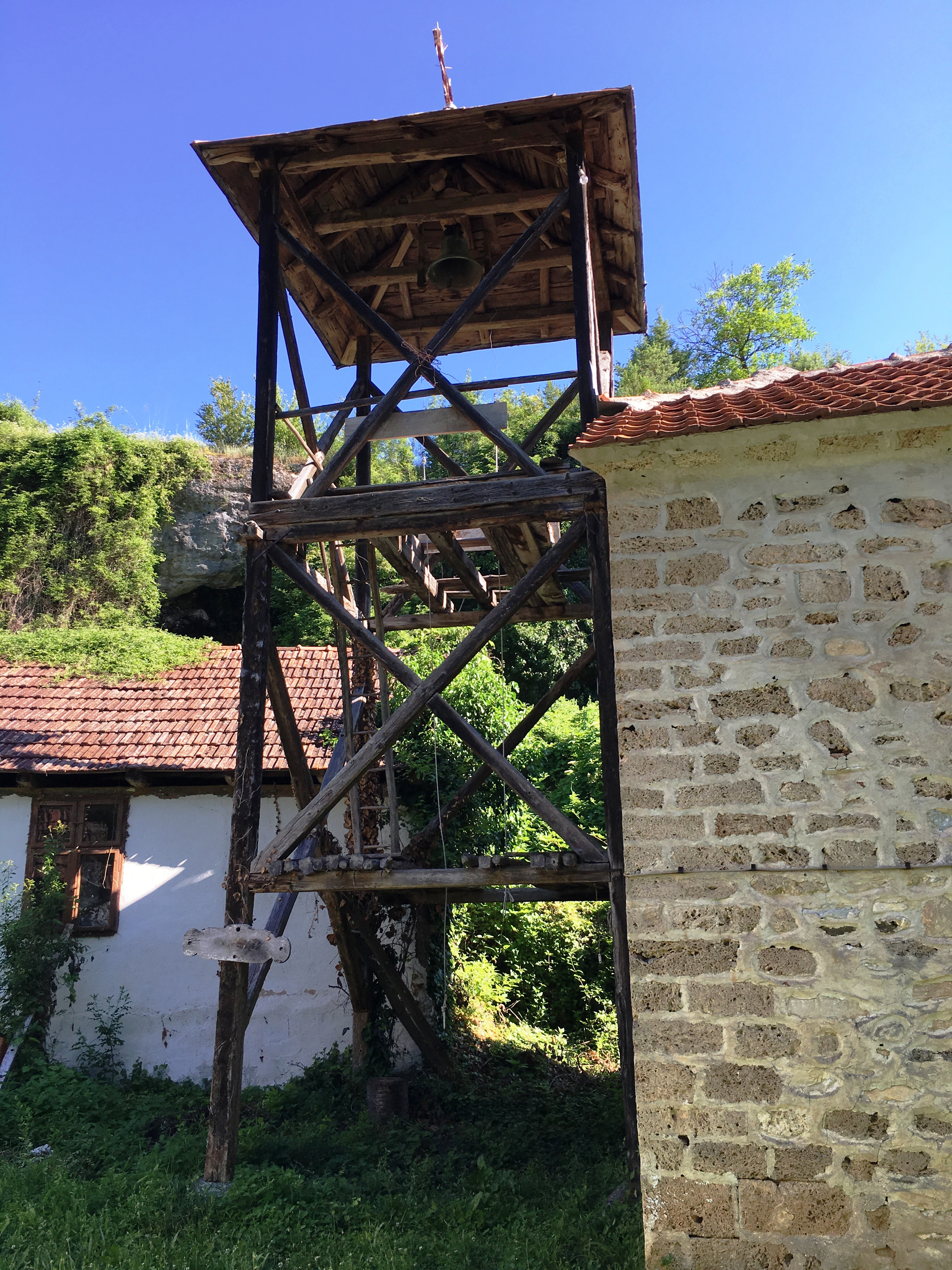
Дзвіниця костелу
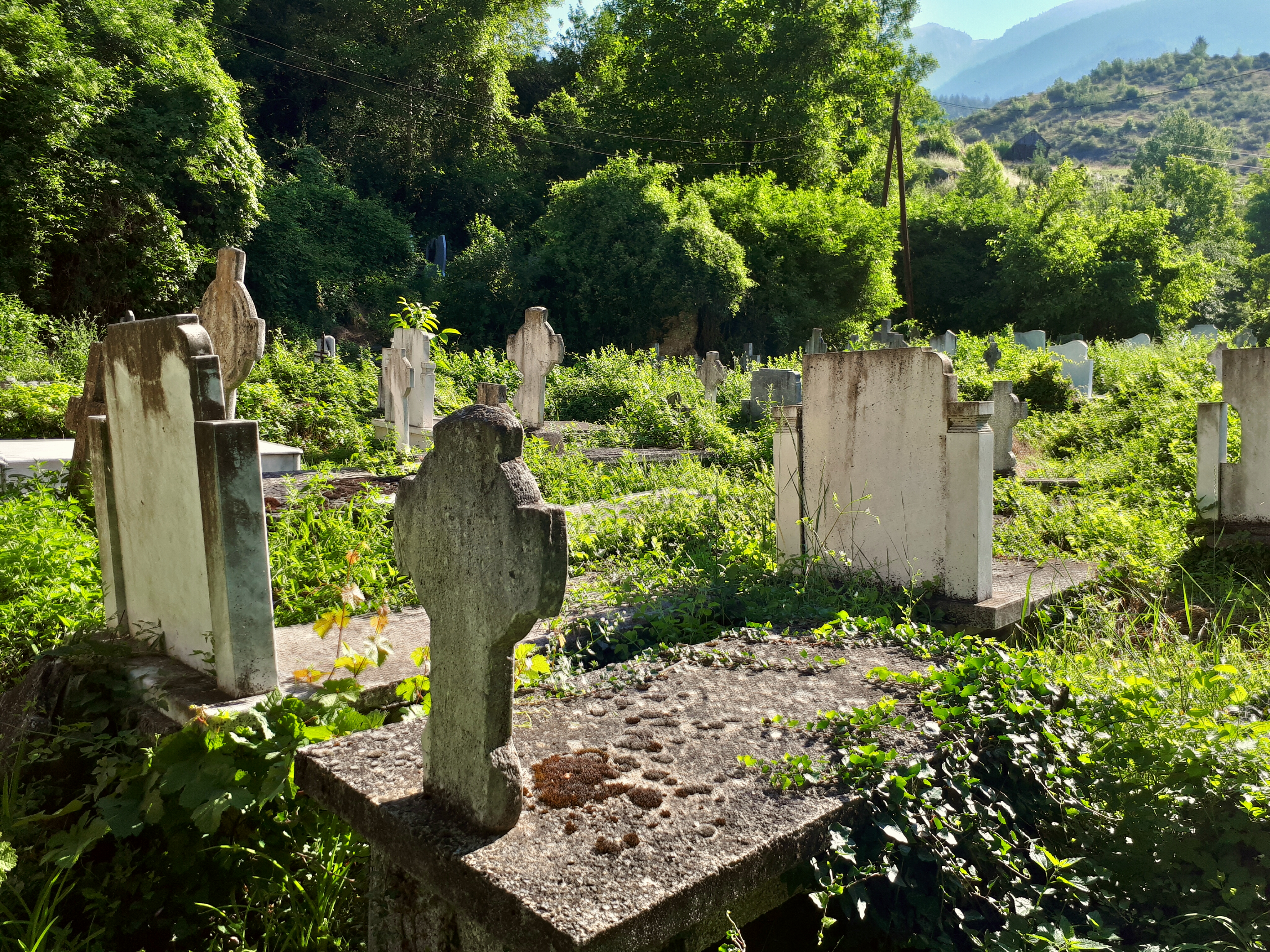
Сільський цвинтар на церковному подвір'ї
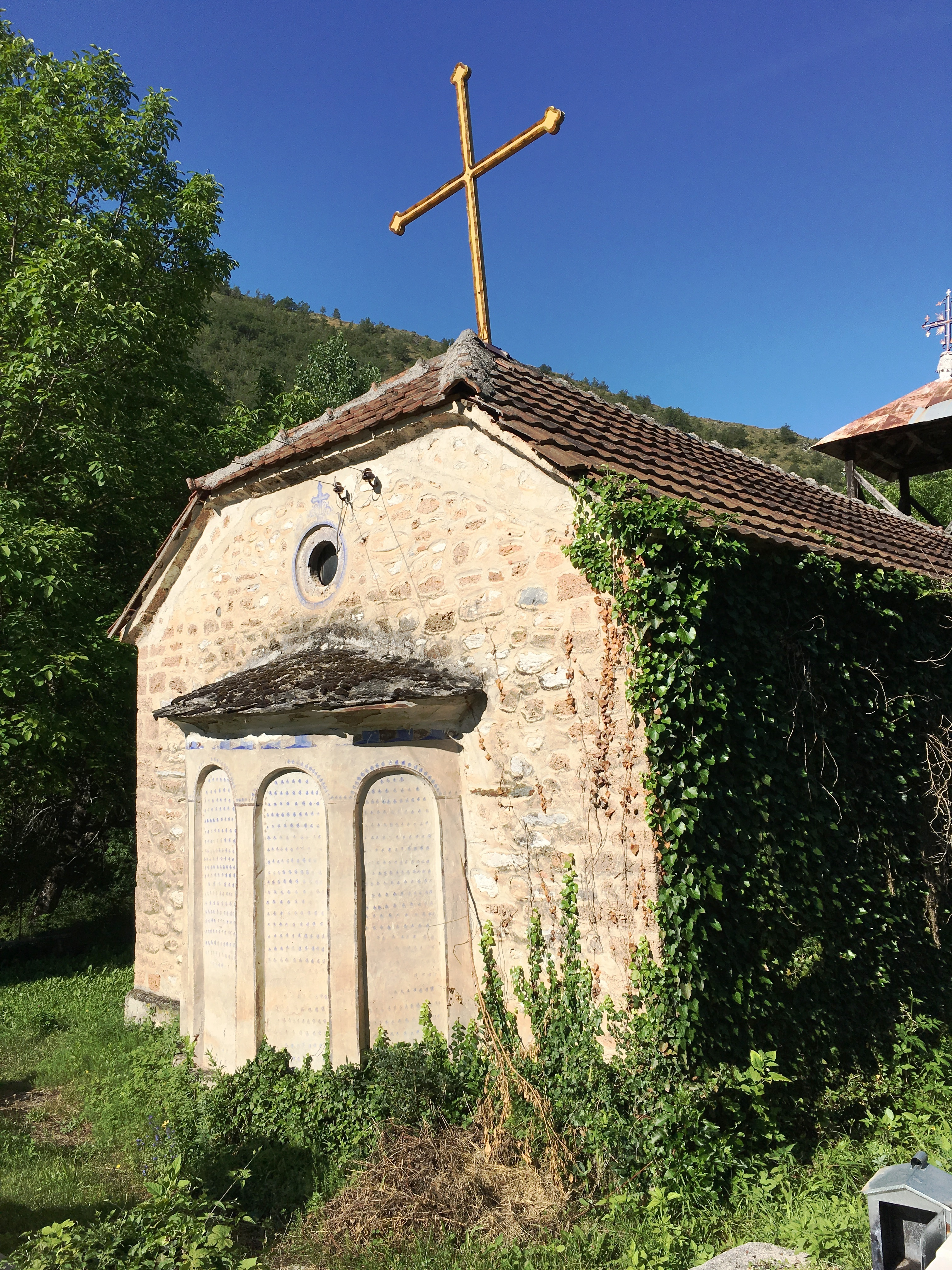
Апсида церкви
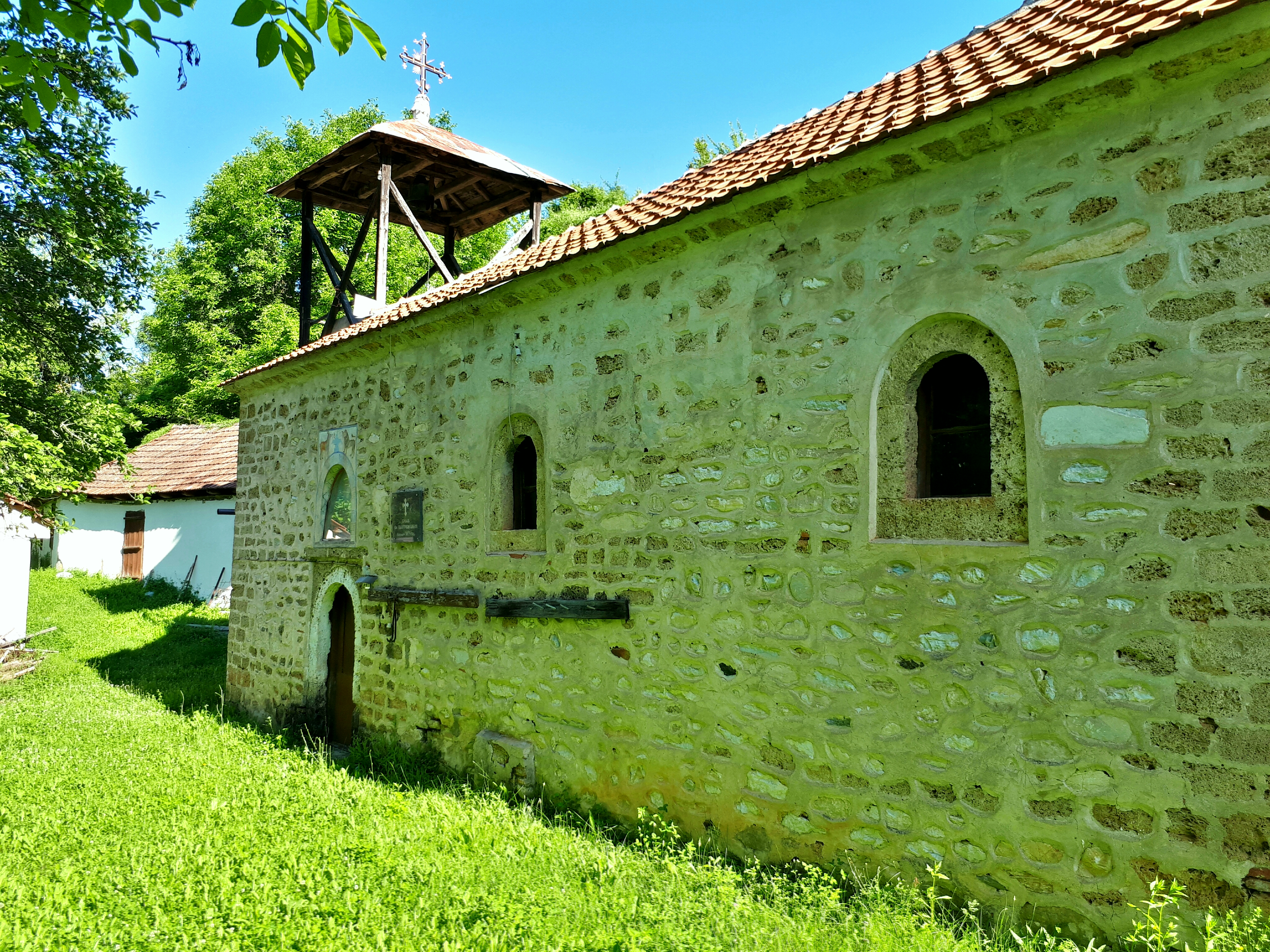
Вид на церкву
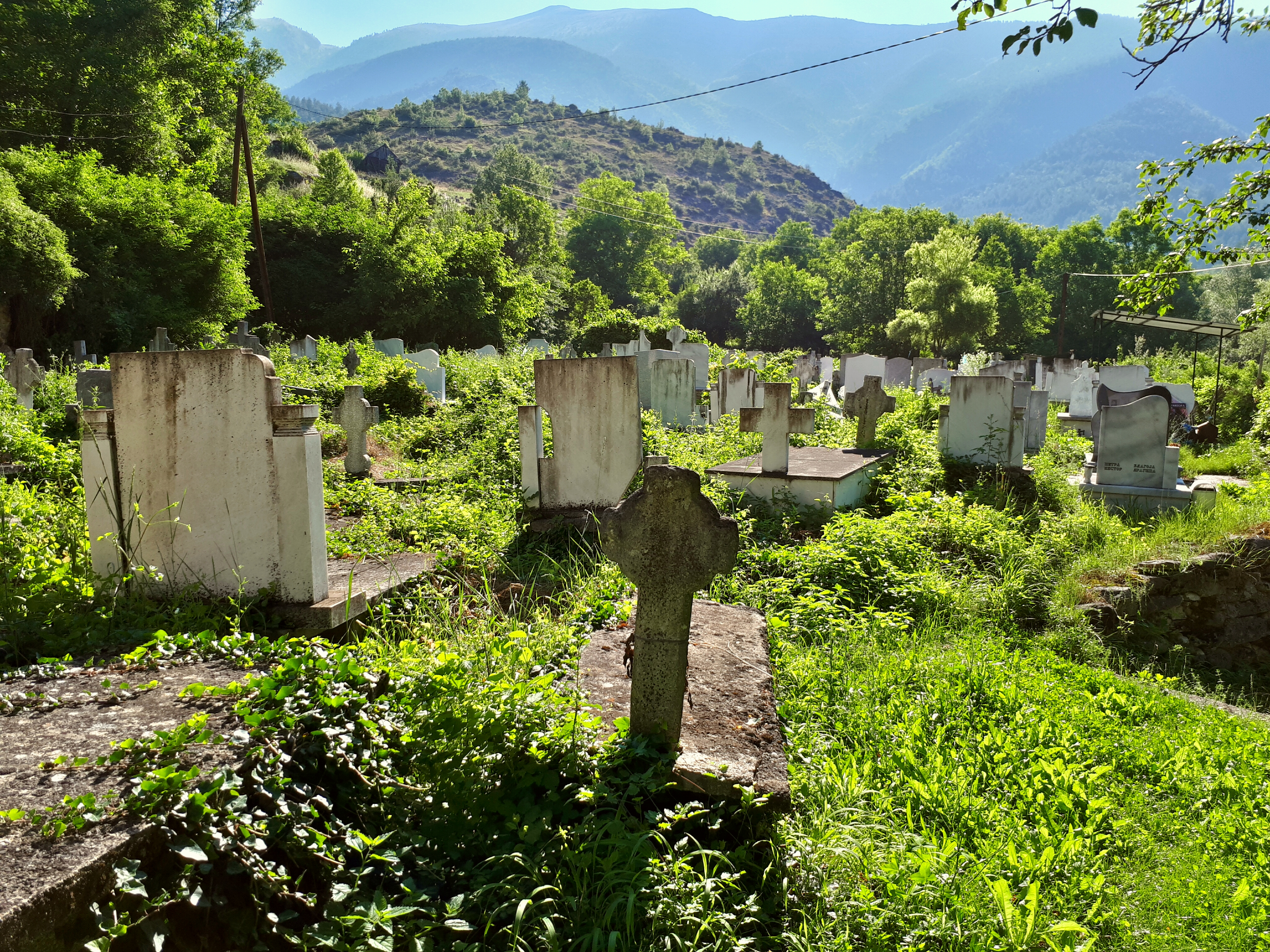
Сільський цвинтар на церковному подвір'ї